# Sala de guardia

Sala de guardia es una película en blanco y negro de Argentina dirigida por Tulio Demicheli sobre el guion de Roberto Gil que se estrenó el 28 de febrero de 1952 y tuvo como protagonistas a Elisa Christian Galvé, Carlos Thompson, Renée Dumas, Nathán Pinzón y Tito Alonso.

## Sinopsis
Distintos episodios que transcurren en la guardia de un hospital público.

## Reparto
Intervinieron en la película los siguientes intérpretes:
- Elisa Christian Galvé... Beatriz Segal
- Carlos Thompson... Marcelo
- Renée Dumas
- Nathán Pinzón
- Tito Alonso
- Analía Gadé
- Juan José Míguez
- Diana Maggi
- Santiago Gómez Cou
- Diana Ingro
- Roberto Escalada
- Mario Fortuna
- Aída Alberti
- Arturo Arcari
- Margarita Corona
- Lalo Malcolm
- Nelly Panizza
- Perla Santalla
- Ángel Boffa
- Juan Pecci

## Comentarios
El Heraldo del Cinematografista comentó:

«Logra su efecto leves fallas técnicas […] no perjudican el conjunto.»

Por su parte Noticias Gráficas opinó:

« […] vuelve a mostrar los inquietos afanes del director…que ha sabido lograr un film honroso […]. Pone en la animación de su personaje comunicativa y depurada intención.»